# Півники безлисті
{{#ifeq:0|0|{{#if:|{{#if:Irisaphylla|[[]}}|}}}}
Півники безлисті (Iris aphylla) — вид трав'янистих рослин родини півникові (Iridaceae), поширений у центральній і східній Європі та Азербайджані.

## Опис
Це багаторічна рослина заввишки від 10 до 50 см. Кореневище товсте. Велика частина листя в прикореневих пучках; листя широке, лінійно-мечоподібне, серпоподібно-зігнуте, по довжині рівне квітконосу або трохи довше за нього. Листя на квітконосі нечисленне, до вершини поступово зменшується. Квітки великі, яскраво-фіолетові, зі слабким запахом, поодинокі, по 3–5 на квітконосі. Оцвітина з 6 листочків, зрощених в нижній частині в трубку. Плід — довгаста тригранна коробочка.

## Поширення
Вид поширений у центральній і східній Європі та Азербайджані.

## Охорона
Вид занесений до Резолюції 6 Бернської конвенції, для яких Україна створює Смарагдову мережу, а також до Директиви Європейського Союзу 92/43/ЄС «Про збереження природних оселищ та видів природної фауни і флори» (Додаток II. Види рослин і тварин, що становлять особливий інтерес для Європейського Союзу, збереження яких потребує створення територій особливої охорони).

## Галерея

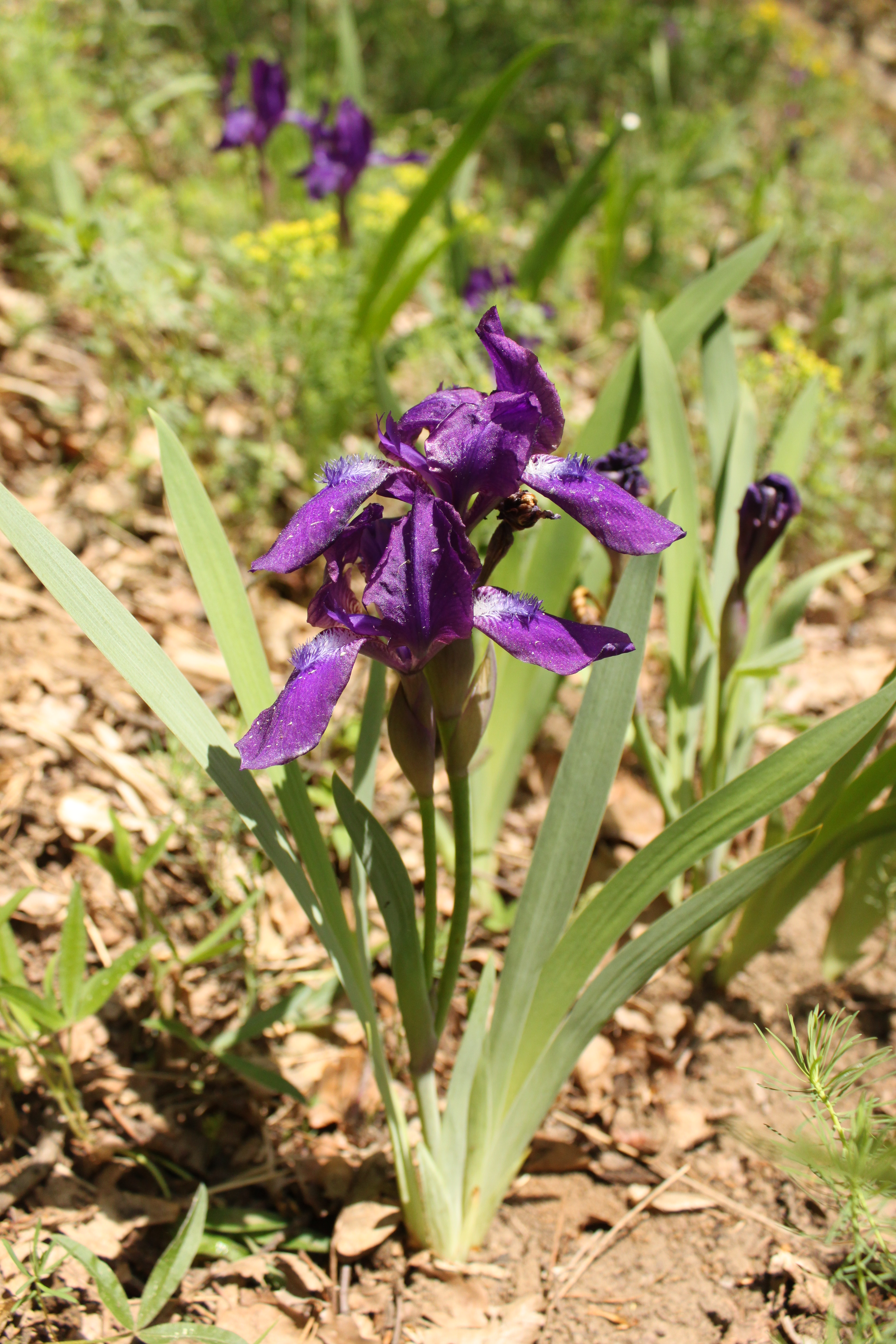
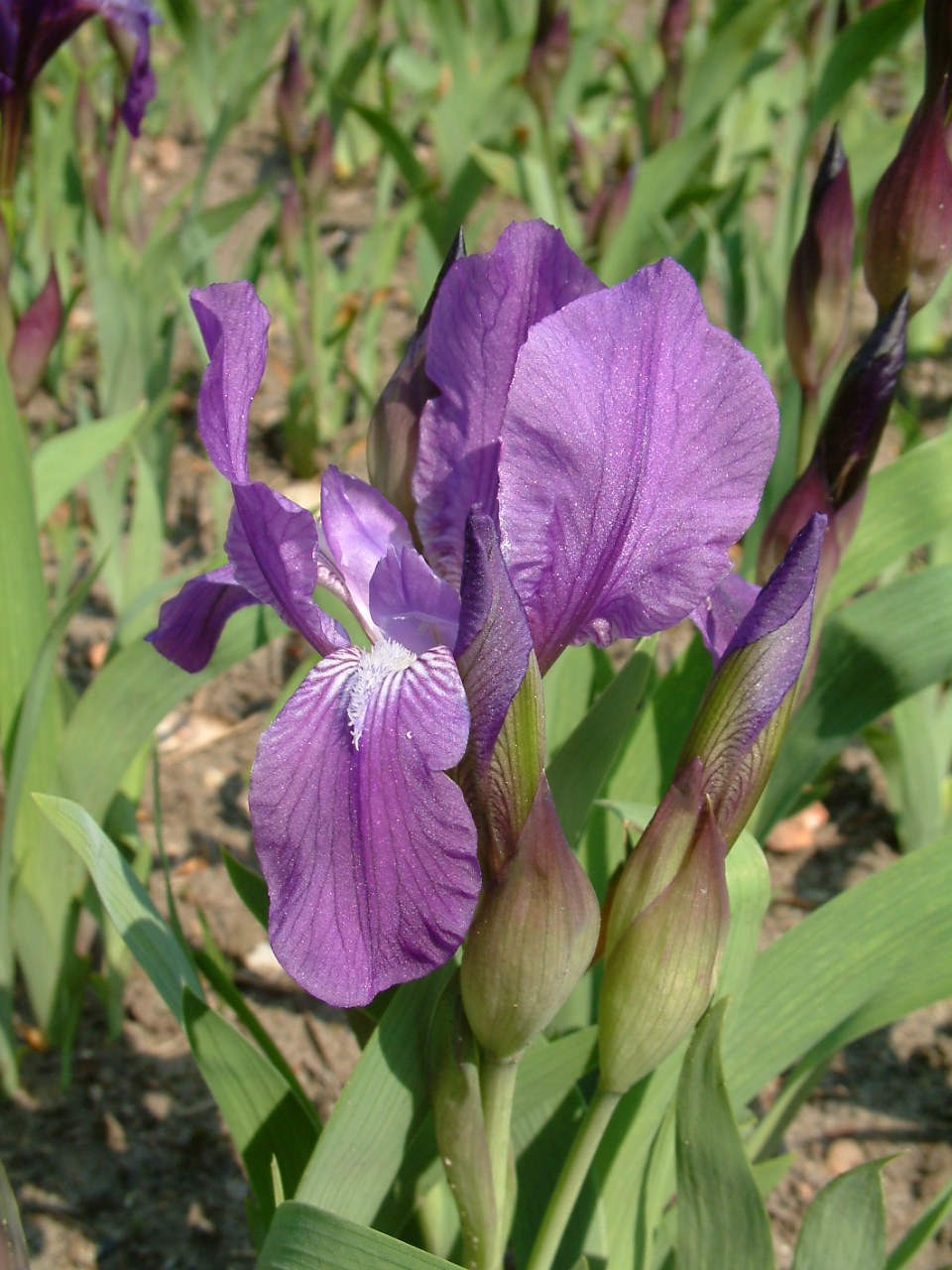
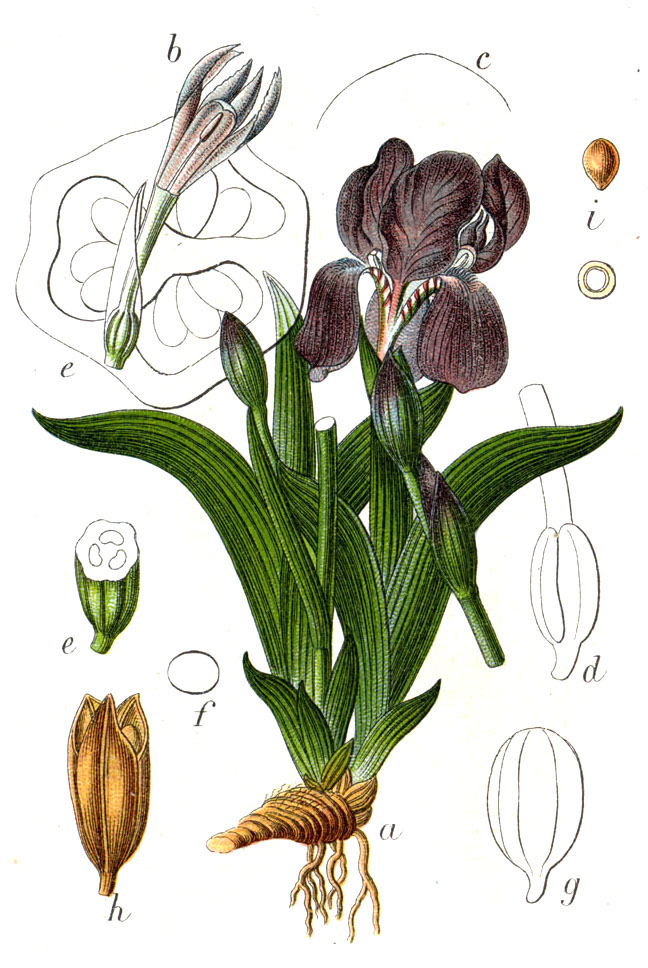